# Sentience Politics
 (avril 2025).
Motif : Pour ce qu'on voit des sources elles sont primaires ou non centrées. Il faudrait nettement mieux.
- Archive Wikiwix
- Bing
- Cairn
- DuckDuckGo
- E. Universalis
- Gallica
- Google
- G. Books
- G. News
- G. Scholar
- Persée
- Qwant
- (zh) Baidu
- (ru) Yandex
- (wd) trouver des œuvres sur Wikidata

| 1. | Préciser le motif de la pose du bandeau. | Précisez le motif de la pose du bandeau en utilisant la syntaxe suivante : {{admissibilité à vérifier\|date=juin 2025\|motif=remplacez ce texte par le motif}}                          |
| 2. | Informer les utilisateurs concernés.     | Pensez à avertir le créateur de l'article, par exemple, en insérant le code ci-dessous sur sa page de discussion : {{subst:avertissement admissibilité à vérifier\|Sentience Politics}} |

Sentience Politics (plus communément appelée Sentience) est une organisation politique antispéciste suisse dont l'objectif est de réduire la souffrance des animaux non humains (en). Fondée en 2013, ses activités comprennent des campagnes politiques telles que des initiatives pour une alimentation durable,, les droits fondamentaux des primates ou l’abolition de l'élevage intensif.

## Histoire
Sentience est créée en 2013 en tant que projet de la Fondation pour l'altruisme efficace, qui comprend d'autres projets tels que Raising for Effective Giving et le Foundational Research Institute. L'objectif du projet était d'explorer les moyens les plus efficaces de réduire la souffrance des êtres sentients, humains et non humains. Ces recherches sont désormais poursuivies par le Sentience Institute, un institut indépendant créé en 2017. Sentience, quant à elle, se concentre principalement sur le travail politique.
Depuis 2017, Sentience est une organisation indépendante active en Suisse.

## Campagnes

### Droits fondamentaux pour les primates
En juin 2016, Sentience a commencé à recueillir des signatures pour une initiative populaire à Bâle, en Suisse, visant à inclure des droits fondamentaux pour les primates non humains dans la constitution cantonale. Le 16 septembre 2017, 3 080 signatures valides ont été déposées à la chancellerie de l'État de Bâle. L'initiative demandait un « droit à la vie et à l'intégrité physique et psychique » pour les primates non humains. Selon Sentience, les dispositions existantes en matière de protection des animaux ne suffisent pas à protéger suffisamment les primates, par exemple dans le cadre d'expériences pharmaceutiques ou de la détention en captivité dans un zoo.
Le parlement bâlois a d'abord déclaré l'initiative invalide. Mais la Cour d'appel, puis le Tribunal fédéral, ont confirmé sa validité. Le 13 février 2022, l’électorat bâlois s’est prononcé sur l'initiative et l'a rejetée avec 25,3 % de voix pour – le premier vote au monde sur les droits fondamentaux des animaux non humains.

### Alimentation durable
Le 10 octobre 2016, Sentience a lancé une initiative citoyenne à Berlin-Kreuzberg, en collaboration avec VEBU et la Fondation Albert Schweitzer. L'objectif était d'obliger toutes les écoles et la mairie à proposer chaque jour un plat végétalien - la première initiative citoyenne végétalienne d'Allemagne. Les signatures de 3 % de l’électorat (environ 6 000 personnes) devaient être recueillies d'ici avril 2017. Berlin est considérée comme la capitale végétalienne de l'Europe avec plus de 50 restaurants végétaliens et environ 95 000 végétaliens.
Sentience a lancé des initiatives similaires à Zurich, Bâle et Lucerne, Suisse.
Sentience a déclaré à la Maison de la démocratie et des droits de l'homme que les options végétaliennes peuvent contribuer à réduire le changement climatique et la souffrance animale. Cependant, les directions de cantine ont exprimé leurs inquiétudes quant aux éventuels coûts supplémentaires ; le Landratsamt a estimé que chaque repas végétalien coûterait 1,25 euro de plus.

### Initiative pour l’abolition de l'élevage intensif en Suisse
En 2018, Sentience a lancé une initiative populaire pour l’abolition de l'élevage intensif en Suisse. En septembre 2019, plus de 100 000 signatures validées par les communes ont été déposées à Berne. Le Conseil fédéral a annoncé un contre-projet direct, mais celui-ci a été écarté par le Conseil national et le Conseil des États. L'initiative a été rejetée par le peuple en septembre 2022,.